# TI-57

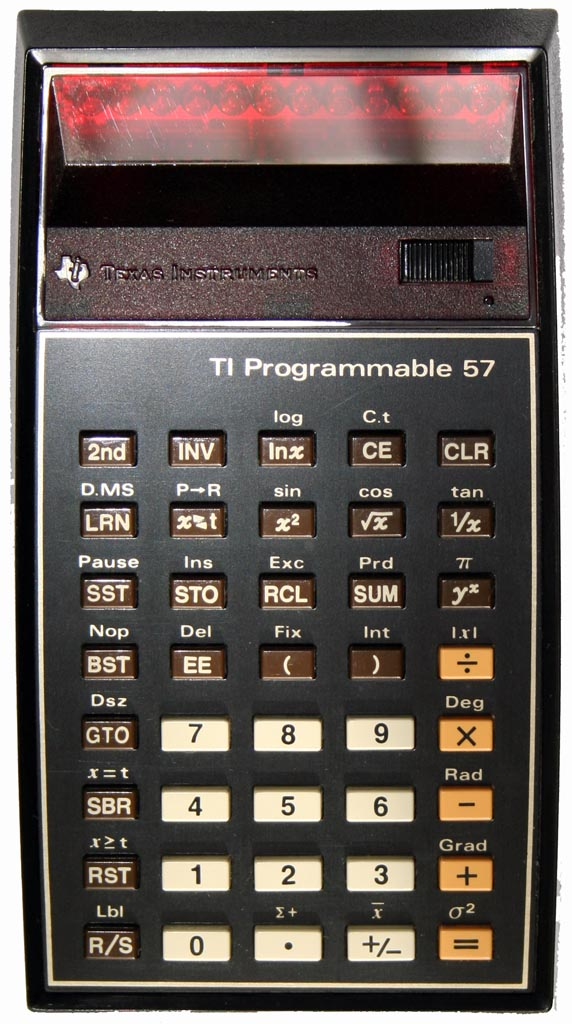
Původní model TI-57

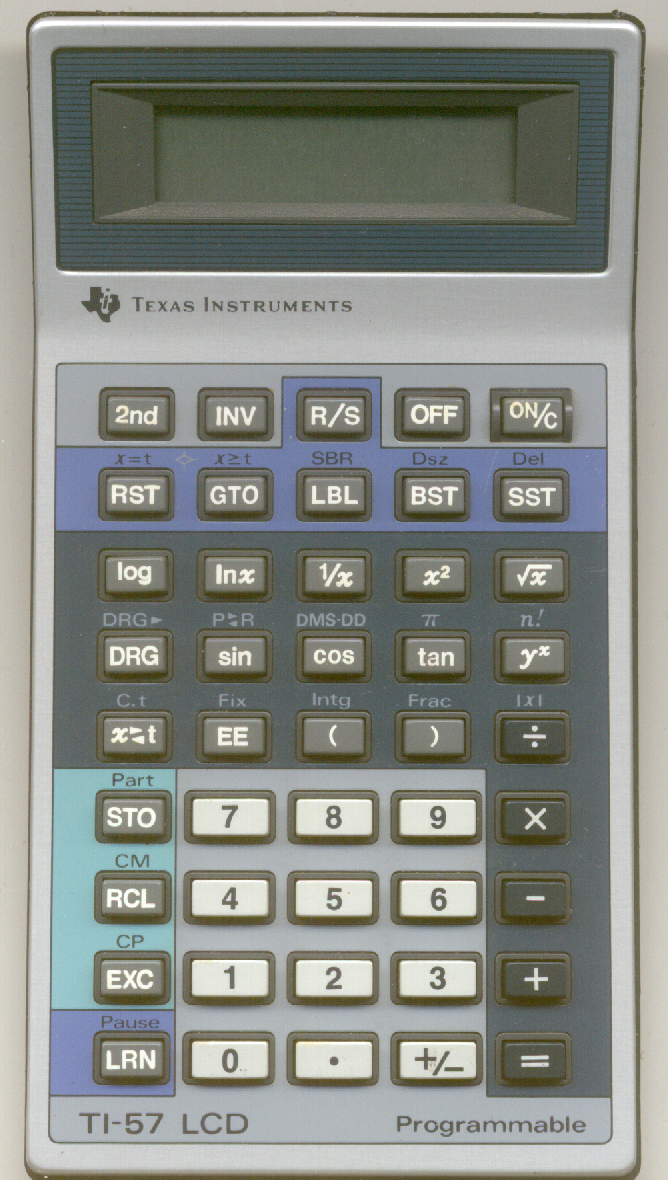
Pozdější model kalkulátoru

TI-57 je programovatelný kalkulátor, vyráběný v letech 1977 – 1982 firmou Texas Instruments.
Jednalo se o vědecký kalkulátor s běžnými funkcemi včetně lineární regrese. Kromě toho bylo možno vložit do paměti až 50 programových kroků (totožných se stisknutím 1–4 kláves) a tak některé výpočty zautomatizovat. K dispozici bylo zároveň 8 paměťových registrů pro 11 platných číslic mantisy + dvoumístný exponent (zobrazovalo se 8 platných číslic).
První typ byl vybaven displejem ze svítivých diod, později byly vyráběny typy s LCD displejem, které však byly pomalejší a měly menší paměť (48 byte se u nich rozděluje mezi paměťové registry a program).
Na tento kalkulátor navázaly mnohem sofistikovanější typy z rodiny TI-59.